# جین رزنتال
جین رزنتال (به انگلیسی: Jane Rosenthal) (زاده ۲۱ سپتامبر ۱۹۵۶) تهیه‌کننده فیلم آمریکایی است. او در سال ۲۰۰۲ با همکاری رابرت دنیرو، جشنواره فیلم ترایبکا را در واکنش به رویداد حملات ۱۱ سپتامبر ۲۰۰۱ به برج‌های مرکز تجارت جهانی و به منظور همدردی با بازماندگان واقعه در محله ترایبکا منهتن، بنیان گذاشت.
او در دانشگاه‌های براون و نیویورک تحصیل کرد. رزنتال در اوایل زندگی حرفه‌ای خود در حالی که در شبکه سی‌بی‌اس در لس آنجلس کار می‌کرد، در ساخت و تولید بیش از ۷۰ فیلم برای تلویزیون مشارکت داشت.
رزنتال همسر کریگ هاتکوف سرمایه‌دار آمریکایی است. او دو فرزند دارد و هم‌اکنون به همراه خانواده‌اش در نیویورک زندگی می‌کند.